# Flirt (komedia)
Flirt – komedia Michała Bałuckiego. Prapremiera odbyła 24 października 1892.

## Treść
Tematem utworu jest sztuka flirtu, w której należy posługiwać się subtelnymi gestami i półsłówkami a unikać jak ognia otwartych wyznań. Akcja utworu rozgrywa się w salonie państwa Żabskich, gdzie spotyka się liczne flirtujące towarzystwo. Prym wiedzie pan Flirtowski pałający uczuciem do panny Zofii Płonieckiej. Zofia daje mu lekcję o regułach flirtu, sama jednak nie potrafi się do nich zastosować, gdy spotyka w kąpielach obojętnego i zimnego pana Murskiego: pisze do niego płomienne listy, które ten niedyskretnie pokazuje panu Flirtowskiemu. Sytuacja staje się poważna, jednak kończy się dobrze i Zofia postanawia raz na zawsze zerwać z flirtem.

## Spektakl telewizyjny
W 1976 r. w Teatrze Telewizji wyemitowano spektakl pt. Flirt w reżyserii Lecha Wojciechowskiego.